# هيذر وودز برودريك
هيذر وودز برودريك (بالإنجليزية: Heather Woods Broderick)‏ هي مغنية أمريكية، ولدت في 7 يونيو 1983.

## وصلات خارجية
- هيذر وودز برودريك على موقع ميوزك برينز (الإنجليزية)
- هيذر وودز برودريك على موقع ديسكوغز (الإنجليزية)